# Bactridium novae-zelandiae
Bactridium novae-zelandiae är en svampart som beskrevs av S. Hughes 1966. Bactridium novae-zelandiae ingår i släktet Bactridium, divisionen sporsäcksvampar och riket svampar.   Inga underarter finns listade i Catalogue of Life.